# Cataulacus egenus
Cataulacus egenus är en myrart som beskrevs av Santschi 1911. Cataulacus egenus ingår i släktet Cataulacus och familjen myror. Inga underarter finns listade.

## Bildgalleri

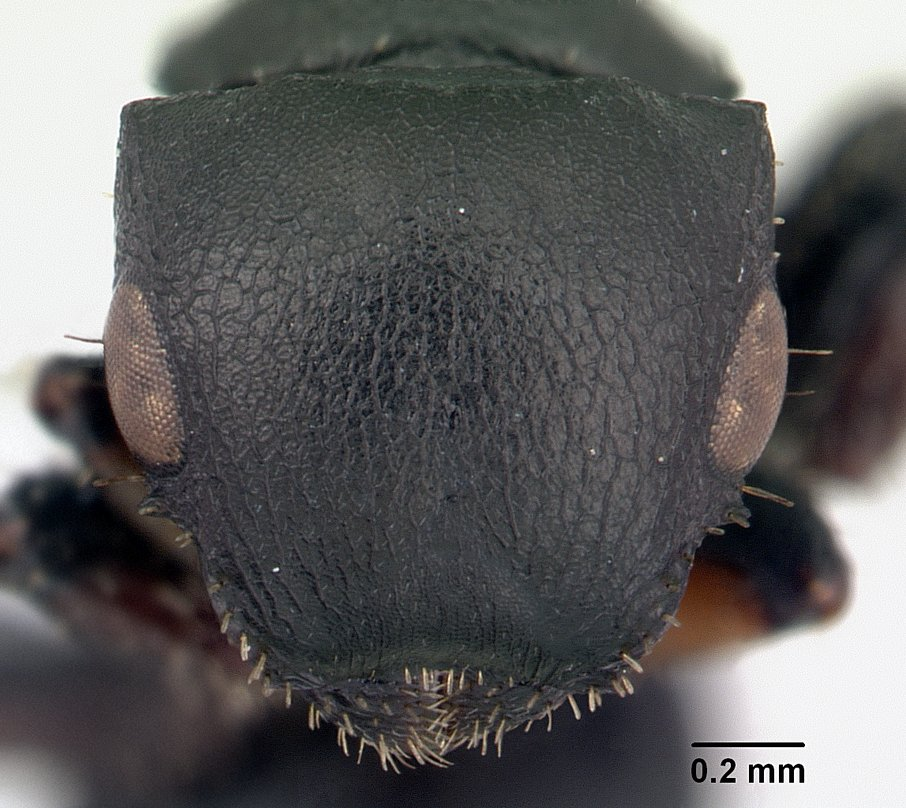
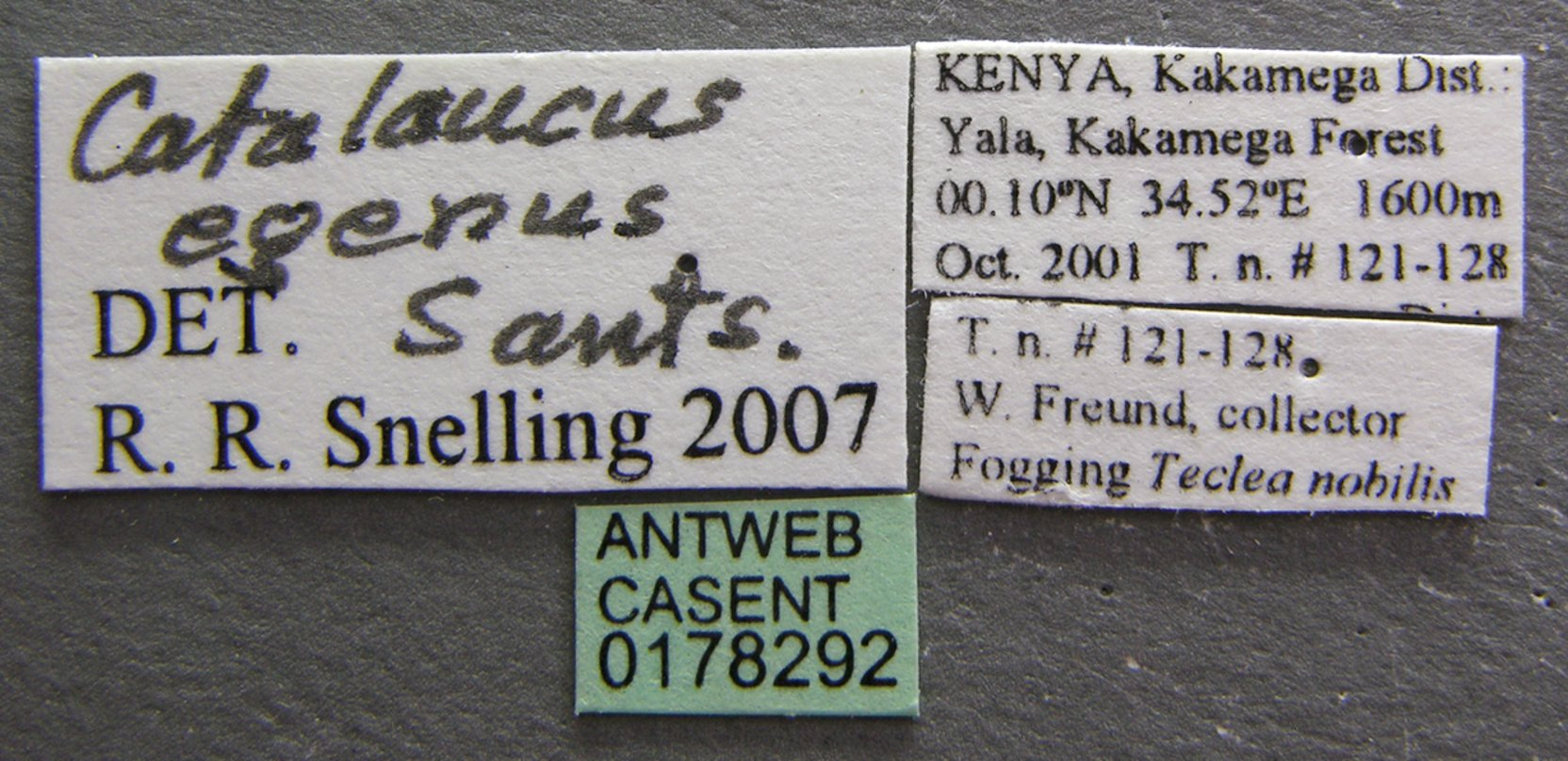
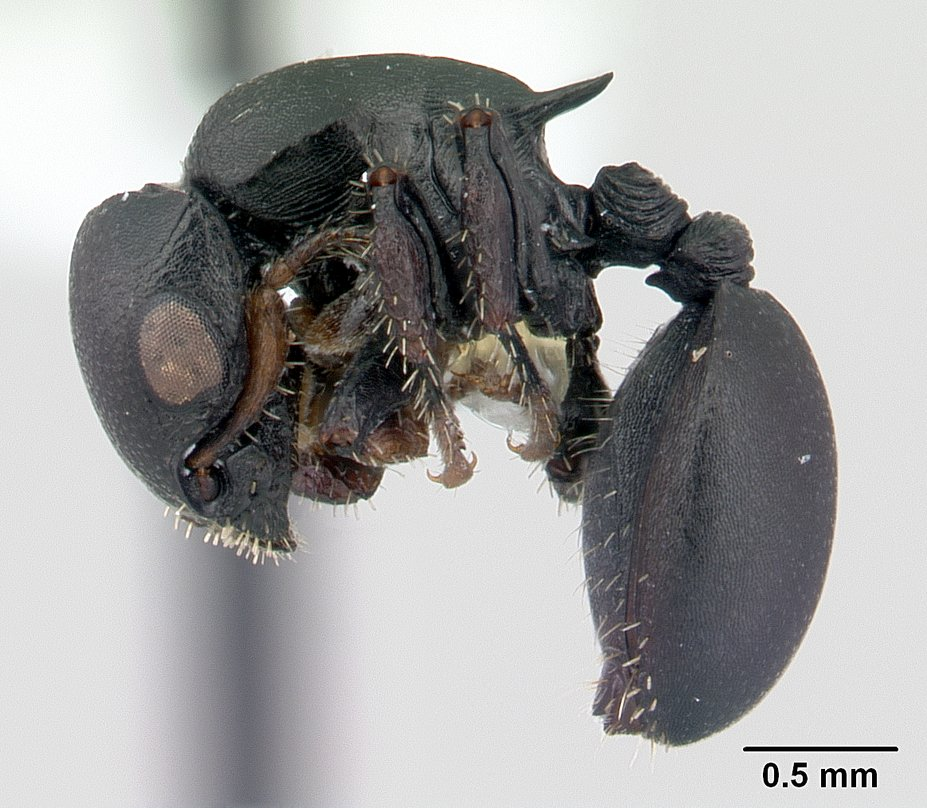